# 霍寧達爾
霍寧達爾（挪威語：Hornindal）是挪威已撤銷的市镇，1867年設立，曾一度於1965年廢止，後於1977年重新設立，直到2020年并入默勒-鲁姆斯达尔郡的沃尔达市镇而撤銷為止。